# TE109型柴油机车
TE109型柴油机车是苏联为东欧国家设计的柴油机车车型之一，也是苏联第一种采用交—直流电传动装置的柴油机车，由位于乌克兰的伏罗希洛夫格勒内燃机车制造厂设计制造，于1968年研制成功，绝大多数均出口至德意志民主共和國（东德）。

## 发展历史

### 研制

#### TE109
1965年，苏联在社会主义国家的经济互助委员会上提出，经互会国家的所有2000马力以上的干线柴油机车都应该由苏联提供，虽然这个建议受到经互会内的一些国家的反对而没有形成决议，但东德在苏联的政治压力下仍然服从了这项提案。因此，东德逐步停止生产液力传动干线柴油机车，而改从苏联进口2000马力以上的电传动柴油机车，以及从罗马尼亚进口液力传动柴油机车。1966年起，苏联的伏罗希洛夫格勒内燃机车制造厂开始向德国国营铁路提供M62型柴油机车，该型机车在东德的铁路系统中被定型为V 200型，采用2000马力的14Д40型二冲程柴油机和直—直流电传动装置，最大速度为140公里/小时。
然而，为了满足客运列车扩大编组及提高速度的牵引需要，德国国营铁路需要一种功率更大的干线柴油机车。根据苏联部长会议于1965年11月20日批准通过的975号决议，正式要求伏罗希洛夫格勒内燃机车制造厂立项研制一种适用于东欧国家的新型3000马力电传动柴油机车。机车研制项目由苏联重型和运输机器制造部（МТЭиТМ）领导及监督，总设计师为弗拉基米尔·R.斯捷潘诺夫（Владимир Романович Степанов）；1966年8月23日，通过了机车技术方案的设计评审，并在1967年3月1日由部级科学技术委员会审议通过机车施工设计。
1967年11月7日，首台原型车在伏罗希洛夫格勒工厂竣工，新机车被定型为TE109型（ТЭ109），采用3000马力的1А-5Д49型四冲程柴油机，也是苏联第一种采用交—直流电传动装置的柴油机车；通过采用不同的牵引齿轮传动比，可以使TE109型机车作为货运或客运机车使用，最大运行速度分别为100公里/小时和140公里/小时。1968年至1969年间，在全苏铁道运输科学研究院的组织下，TE109-001、002号机车与2TE40-005、2TE10L型柴油机车，在敖德萨-基希讷乌铁路局的伯尔兹机务段进行了对比试验。试验结果表明，在相同的运用条件下，TE109型机车及2TE40型机车的燃油消耗量比2TE10L型机车减少9～11%（按单节机车计算）。

#### 2TE109
1969年10月至11月，伏罗希洛夫格勒内燃机车制造厂在TE109型机车的基础上，试制了两组双节重联的2TE109型柴油机车，其中001号机车装用与2TE40型机车相同的2Д70型柴油机，而002号机车则仍然装用TE109型机车的1А-5Д49型柴油机。1969年底至1970年间，2TE109型机车在伯尔兹机务段投入运用考核，并与2TE40型机车进行对比试验。1971年4月，两组机车转往北方铁路局伯朝拉机务段继续运用考核。

### 出口

#### 东德
从1970年起，伏罗希洛夫格勒内燃机车制造厂开始向德国国营铁路提供适用于标准轨距的TE109型柴油机车，根据德国国营铁路机车型号的命名规则，该型机车被定型为130型。此后，在1973年又提供了最高速度为100公里/小时的131型货运柴油机车，以及最高速度为120公里/小时并带有列车供电装置的132型客运柴油机车。

#### 捷克斯洛伐克
1971年，伏罗希洛夫格勒内燃机车制造厂向捷克斯洛伐克铁路提供了两台标准轨距的TE109型柴油机车用于试验，根据捷克斯洛伐克铁路的机车型号的命名规则，两台机车分别被称为T 679.2001、T 679.2002。

## 参看
- 2TE116型柴油机车
- TE114型柴油机车